# Lycopolis (stolica biskupia)
Lycopolis (łac. Dioecesis Lycopolitan(us)) – stolica starożytnej diecezji w Egipcie, następnie katolickie biskupstwo tytularne, obecnie zniesione.

## Historia
Lykopolis to grecka nazwa staroegipskiego miasta Asjut (Sauti) położonego na zachodnim brzegu Nilu w środkowym Egipcie. U schyłku starożytności znajdowała się tu stolica biskupstwa w metropolii Antinoë (Antinoopolis) podlegająca patriarsze Aleksandrii. 
Najbardziej znanym biskupem z tego okresu był Melecjusz, twórca schizmatyckiej sekty melecjan (IV w.).
Od XVII wieku Lycopolis było siedzibą biskupa Kościoła koptyjskiego. Obecnie koptyjski abp Asjut (Anba Mikhail, starszy metropolita świętej i starożytnej metropolii Lycopolis) jest drugą, po papieżu Aleksandrii Szenudzie III, osobą w hierarchii Świętego Synodu Koptyjskiego Kościoła Ortodoksyjnego.
W 1947 r. rzymskokatolickie biskupstwo tytularne Lycopolis zostało zniesione w związku z powołaniem koptyjskokatolickiej eparchii asjuckiej (łac. Eparchia Lycopolitanus) z siedzibą w Asjut (starożytne Lycopolis). 
Ostatni tytularny biskup Lycopolis otrzymał tytuł biskupa Meloë in Isauria.

## Biskupi tytularni
| Lp. | Biskup                                 | Funkcja                                                         | Od                   | Do               |
| --- | -------------------------------------- | --------------------------------------------------------------- | -------------------- | ---------------- |
| 1   | Tomasz Bogoria Skotnicki               | biskup pomocniczy chełmiński                                    | 1 października 1685  | 10 grudnia 1700  |
| 2   | Atanasio Esterriga Trajanáuregui       | biskup pomocniczy toledański (Toledo, Hiszpania)                | 26 listopada 1703    | 23 lipca 1712    |
| 3   | Stefan Bogusław Rupniewski             | biskup pomocniczy lwowski                                       | 22 maja 1713         | 23 grudnia 1716  |
| 4   | José Esquivel Castellejos OP           | biskup pomocniczy sewilski (Sewilla, Hiszpania)                 | 1 października 1717  | 11 lipca 1738    |
| 5   | Ferdinando Romualdo Guiccioli EC       |                                                                 | 10 marca 1741        | 5 kwietnia 1745  |
| 6   | Johann Friedrich von Lasser            | biskup pomocniczy moguncki (Moguncja, Niemcy)                   | 16 września 1748     | 14 kwietnia 1769 |
| 7   | Joseph Paul Sedeler                    | biskup pomocniczy praski (Praga, Czechy)                        | 11 września 1775     | 4 września 1776  |
| 8   | Manuel Cayetano Muñoz Benavente        | biskup pomocniczy sewilski (Sewilla, Hiszpania)                 | 24 lipca 1797        | 8 lipca 1824     |
| 9   | Anton Ferdinand Holtgreven             | biskup pomocniczy Paderbornu (Paderborn, Niemcy)                | 22 czerwca 1843      | 29 września 1848 |
| 10  | Antonio Tomas da Silva Leitão e Castro | prałat Maputo (Maputo, Mozambik)                                | 8 maja 1883          | 27 marca 1884    |
| 11  | Franz Wilhelm Cramer                   | biskup pomocniczy münsterski (Münster, Niemcy)                  | 13 listopada 1884    | 15 marca 1903    |
| 12  | James Trobec                           | biskup senior diecezji Saint Cloud (St. Cloud (Minnesota), USA) | 28 maja 1914         | 15 grudnia 1921  |
| 13  | John Alexander Floersh                 | biskup koadiutor Louisville (Louisville, Kentucky, USA)         | 6 lutego 1923        | 26 lipca 1924    |
| 14  | Luis Antonio Castro Alvarez            | biskup pomocniczy Santiago de Chile (Santiago, Chile)           | 23 października 1924 | 13 sierpnia 1935 |
| 15  | Joseph-Lucien Giray                    | biskup senior diecezji Cahors (Cahors, Francja)                 | 13 lutego 1936       | 14 kwietnia 1938 |
| 16  | Paulus Rusch                           | administrator apostolski Innsbruck-Feldkirch (Austria)          | 15 października 1938 | 9 grudnia 1947   |

Ponadto 8 stycznia 1821 r. biskupem tytularnym Lycopolis z funkcją biskupa pomocniczego warszawskiego został mianowany ks. Jowius Fryderyk Bystrzycki, jednak nie zdążył przyjąć sakry biskupiej.